# Andorinha-das-rochas-escura
A andorinha-das-rochas-escura (Ptyonoprogne concolor) é uma pequena ave passeriforme da família das andorinhas. Tem cerca de 13 cm de comprimento, corpo e asas largos e cauda curta e quadrada com pequenas manchas brancas perto das pontas da maioria das penas. Essa andorinha tem as partes superiores marrom-escuras e as partes inferiores ligeiramente mais claras. As duas subespécies são aves reprodutoras residentes na Ásia Meridional, desde o subcontinente indiano até o sudoeste da China e as partes norte da Tailândia, Vietnã e Laos.
Essa andorinha faz seu ninho embaixo de uma saliência de penhasco ou em uma estrutura feita pelo homem, construindo um ninho com um forro macio. Ambos os adultos incubam os dois a quatro ovos e alimentam os filhotes. Essa espécie não forma grandes colônias de reprodução, mas é mais gregária fora da época de reprodução. Ele se alimenta de uma grande variedade de insetos que são capturados quando a andorinha voa perto de penhascos. Pode ser caçada por morcegos grandes e aves de rapina, mas sua área de distribuição extensa e em expansão e sua grande população significam que não há preocupações significativas de conservação.

## Taxonomia
A andorinha-das-rochas-escura foi formalmente descrita em 1832 como Hirundo concolor pelo soldado e ornitólogo britânico William Henry Sykes. Foi transferida para o novo gênero Ptyonoprogne pelo ornitólogo alemão Heinrich Gustav Reichenbach em 1850. Seus parentes mais próximos são os três outros membros do gênero, a andorinha-das-rochas-africana (P. fuligula), a andorinha-do-deserto (P. obsoleta), e a andorinha-das-rochas (P. rupestris). O nome do gênero é derivado do grego ptuon (πτύον), “um leque”, referindo-se ao formato da cauda aberta, e Procne (Πρόκνη), uma garota mitológica que foi transformada em uma andorinha. O nome específico concolor vem do latim, con “junto” e color “cor” e refere-se à coloração uniforme da ave.
As quatro espécies de Ptyonoprogne são membros da família das andorinhas e são classificadas como membros da subfamília Hirundininae, que inclui todas as andorinhas, exceto as da subfamília Pseudochelidoninae. Os estudos de DNA sugerem que há três grupos principais dentro dos Hirundininae, que se correlacionam amplamente com o tipo de ninho construído. Os grupos são as “andorinhas centrais”, incluindo espécies escavadoras como a andorinha-das-barreiras, os “adotantes de ninhos”, que são aves como a andorinha-das-árvores que utilizam cavidades naturais, e os “construtores de ninhos de lama”. As espécies do gênero Ptyonoprogne constroem um ninho de lama aberto e, portanto, pertencem ao último grupo; as espécies do gênero Hirundo também constroem ninhos abertos, as andorinhas-domésticas Delichon têm um ninho fechado e as andorinhas Cecropis [en] e Petrochelidon têm ninhos fechados do tipo retorta com um túnel de entrada.
O gênero Ptyonoprogne está intimamente relacionado ao gênero maior de andorinhas Hirundo, no qual é frequentemente incluído, mas uma análise de DNA mostrou que o grupo Hirundo ampliado deveria conter todos os gêneros construtores de ninhos de lama, incluindo as andorinhas-domésticas Delichon, uma prática que poucas autoridades seguem. Embora os ninhos das andorinhas Ptyonoprogne se assemelhem aos de espécies típicas de Hirundo, como a andorinha-das-chaminés, a pesquisa mostrou que, se Delichon, Cecropis e Petrochelidon forem separados de Hirundo, Ptyonoprogne também deve ser considerado como um gênero separado.
No Paquistão, a área de reprodução das andorinhas se sobrepõe à da subespécie P. f. peloplasta, mas essa espécie se reproduz muito mais alto nas montanhas. Essa separação altitudinal significa que não se sabe se as duas andorinhas intimamente relacionadas poderiam se hibridizar, o que lançaria dúvidas quanto ao fato de serem espécies distintas. As andorinhas-das-rochas-escura da Birmânia e da Tailândia foram descritas como uma subespécie mais escura separada, P. c. sintaungensis (originalmente Krimnochelidon concolor sintaungensis, descrita por Baker em 1832), mas não está claro se a diferença é maior do que aquela entre andorinhas individuais da subespécie indicada.

## Descrição
A andorinha-das-rochas-escura tem 13 cm de comprimento, corpo, asas e cauda largos. Tem a parte superior marrom fuliginosa e a parte inferior levemente mais pálida, com o queixo, a garganta e o pescoço estriados de um rufo pálido e opaco. A cauda é curta e quadrada, com pequenas manchas brancas perto das pontas de todos os pares de penas, exceto o central e o mais externo. As coberturas inferiores das asas são marrom-escuras, os olhos são marrons, o bico pequeno é predominantemente preto e as pernas são rosa-acastanhadas. Os sexos são parecidos, mas os filhotes têm pontas cinzas na plumagem das partes superiores e das asas. Essa espécie pode ser diferenciada da andorinha-das-rochas e da andorinha-das-rochas-africana pela parte inferior mais escura, e suas manchas brancas na cauda são significativamente menores do que as da andorinha-das-rochas. As coberturas da parte inferior da cauda são do mesmo tom que a parte inferior do abdômen, mas são mais escuras na andorinha-das-rochas.
O voo dessa pequena andorinha é tipicamente lento e vagaroso, mas ela é capaz de atingir uma velocidade considerável quando necessário. Os chamados são semelhantes aos da andorinha-das-rochas e incluem um chamado de contato chi chi suave e um canto de chilreio.

## Distribuição e habitat
A subespécie nomeada de andorinhas-das-rochas-escura se reproduz em grande parte do subcontinente indiano, da base do Himalaia ao sul dos Montes Nilguiri e a leste de Bengala Ocidental, e o P. c. sintaungensis é encontrado no sudoeste da China e nas partes norte da Tailândia, Vietnã e Laos. A andorinha-das-rochas-escura é, em grande parte, residente, com exceção dos movimentos locais após a reprodução, mas já se reproduziu na Malásia pelo menos uma vez e ocorreu como errante no Sri Lanka e, provavelmente, em Bornéu.
O habitat natural de reprodução é uma região montanhosa com penhascos, desfiladeiros e cavernas, com ninhos geralmente até uma altitude de cerca de 1.800 m, embora até 2.000 m na Tailândia. Essa andorinha também se reproduz em áreas de planície, utilizando estruturas feitas pelo homem como substituto dos precipícios naturais. As construções de pedra, como antigos fortes, são particularmente favorecidas, e a andorinha-das-rochas-escura pode ser encontrado em áreas urbanas, incluindo Mumbai. Os ninhos em edifícios podem estar a 30 m do chão, e incluem locais incomuns, como luminárias.

## Comportamento

### Reprodução

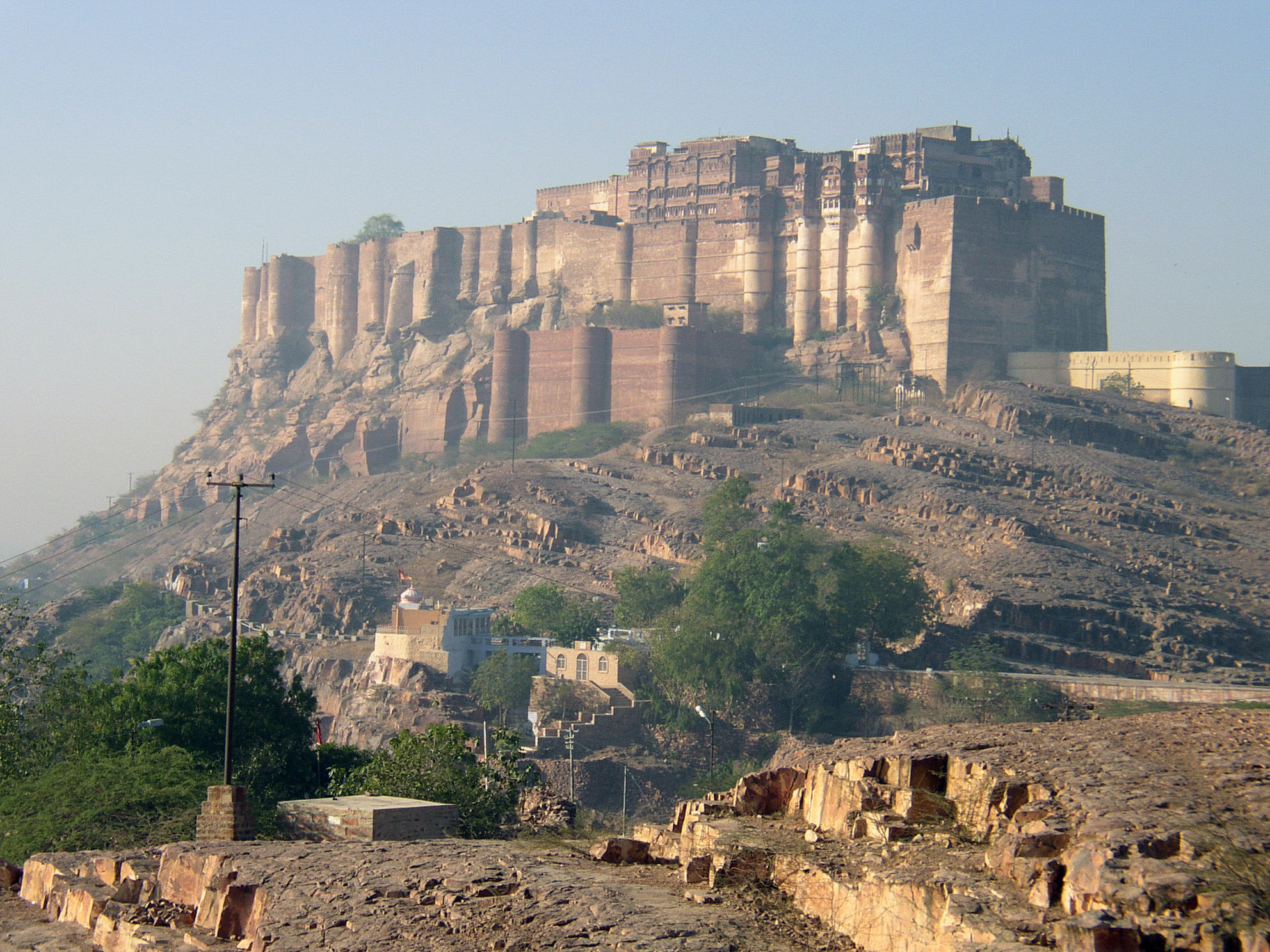
Os fortes antigos oferecem locais de nidificação alternativos aos penhascos naturais

Os pares de andorinhas-das-rochas-escura geralmente fazem seus ninhos sozinhos, embora em locais adequados vários pares possam estar bem próximos uns dos outros. O habitat natural de nidificação é sob bordas de penhascos ou margens de rios, mas as estruturas artificiais são facilmente utilizadas. As construções de pedra, como antigas fortalezas, mesquitas e túmulos, são as preferidas, e outros locais artificiais incluem pontes, arcos e bueiros. A reprodução foi relatada em todos os meses, mas principalmente em fevereiro e março, e novamente após o início das chuvas em julho e agosto; geralmente são criadas duas ninhadas. O ninho, construído por ambos os adultos, é feito de lama e forrado com material macio, como penas ou grama seca. Ele é construído sob uma saliência ou em uma fenda em um penhasco ou em uma estrutura feita pelo homem e é reutilizado para a segunda ninhada e nos anos seguintes. A ninhada tem de dois a quatro ovos, brancos com manchas marrom-avermelhadas, principalmente na extremidade mais larga, com uma média de 17,7 mm × 13 mm e um peso de 1,57 g. Ambos os adultos incubam os ovos e alimentam os filhotes. Os períodos de incubação são desconhecidos, mas supõe-se que sejam semelhantes aos da andorinha-das-rochas (13 a 17 dias até a eclosão e 24 a 27 dias até o primeiro voo dos filhotes).

### Alimentação
A andorinha-das-rochas-escura se alimenta principalmente de insetos capturados durante o voo. Quando fazem ninhos, as aves costumam voar de um lado para o outro perto de uma rocha ou de um prédio, caçando suas presas. Essa andorinha é mais gregária fora da época de reprodução e pode formar pequenos bandos quando há abundância de alimentos. As superfícies verticais são preferidas para a caça, e um estudo da andorinha-das-rochas, que tem uma técnica de forrageamento semelhante, mostrou que as faces dos penhascos geram ondas estacionárias no fluxo de ar que concentram os insetos perto de áreas verticais. A andorinha explora a área próxima ao penhasco quando caça, contando com sua alta capacidade de realizar manobras e curvas fechadas. Ao alimentar os filhotes, o forrageamento se concentra nas áreas lucrativas nas imediações do ninho, já que há uma correlação negativa entre a distância de forrageamento e a taxa de alimentação.

## Predadores e parasitas
Além da predação por aves de rapina, como o falcão-peregrino, essa pequena andorinha foi registrada na dieta do Megaderma lyra.

## Status de conservação
A população total da andorinha-das-rochas-escura não foi quantificada, mas suspeita-se que esteja aumentando devido à disponibilidade de ninhos artificiais. Essa andorinha é localmente comum na Índia, na Tailândia e no sul da China, e parece haver extensões de área de distribuição para o nordeste, em Guangxi, para o sul, na planície do Laos, e para o oeste, nas colinas e planícies de Sinde. Há também um relato recente, não confirmado, do Camboja. Sua ampla distribuição e supostamente altos números significam que a andorinha-das-rochas-escura não é considerada ameaçada e é classificado como “pouco preocupante” na Lista Vermelha da IUCN.